# Lori Saint-Martin
Pour les articles homonymes, voir Saint-Martin.
Lori Saint-Martin, née Lori Farnham le 20 novembre 1959 à Kitchener (Ontario, Canada) et morte le 21 octobre 2022 à Paris 16e,, est une essayiste, nouvelliste, romancière, critique, et traductrice québécoise d'origine franco-ontarienne. 
Professeure en études littéraires à l'Université du Québec à Montréal, elle est spécialiste des études féministes en littérature (surtout québécoise, mais aussi française, américaine et canadienne-anglaise). Elle a également été membre et coordonnatrice de la recherche à l'Institut de recherches et d'études féministes de l'UQAM.  

## Biographie
Lori Saint-Martin est originaire de l'Ontario, issue d'un milieu prolétaire et monolingue anglophone. Elle vit au Québec à partir de 1980. Elle a été admise à l'Académie des lettres du Québec peu de temps avant sa mort, en octobre 2022.

## Publications universitaires
- Le Nom de la mère. Mères, filles et écriture dans la littérature des femmes au Québec, Québec, Nota bene, 2014[6]
- Tu seras journaliste, de Germaine Guèvremont (roman-feuilleton de 1939-1940), t. I des Œuvres complètes de Germaine Guèvremont, sous la direction de David Décarie et Lori Saint-Martin, PUM, 2013, 244 p.
- Le Cycle du Survenant (En pleine terre, Le Survenant, Marie-Didace), édition préparée et préfacée par David Décarie et Lori Saint-Martin, Montréal, PUM, 2013, 600 p.
- Entre plaisir et pouvoir. Lectures contemporaines de l’érotisme, sous la direction de Lori Saint-Martin, Rosemarie Fournier-Guillemette et Marie-Noëlle Huet, Nota Bene, 2012, 277 p.[7]
- Postures viriles, ce que dit la presse masculine, Montréal, Remue-ménage, 2011, 177 p.[8]
- Gabrielle Roy en revue, sous la direction de Lori Saint-Martin avec la collaboration de Sophie Montreuil pour le choix des textes, coll. « De vives voix », Montréal, Voix et images/Presses de l’Université du Québec, 2011, 220 p.
- Les Pensées « post- ». Féminismes, Genres et Narration, sous la direction de Lori Saint-Martin, Rosemarie Fournier-Guillemette et Moana Ladouceur, Montréal, Cahiers Figura, 2011, 162 p.
- Au-delà du nom. La Question du père dans la littérature québécoise actuelle, Montréal, Presses de l’Université de Montréal, 2010, 428 p.
- Anne Hébert en revue, sous la direction de Janet Paterson et Lori Saint-Martin, coll. « De vives voix », Montréal, Voix et images/Presses de l’Université du Québec, 2006, 236 p.
- La Voyageuse et la Prisonnière. Gabrielle Roy et la Question des femmes, Montréal, Boréal, 2002, 389 p.
- Laure Conan, Angéline de Montbrun, avec une postface, une chronologie et une bibliographie de Lori Saint-Martin, Montréal, Boréal compact, 2002, 240 p.
- Mots et espaces du féminisme, sous la direction de Lori Saint-Martin (avec la collaboration de Lorraine Archambault), UQAM, Montréal, Cahiers de l’Institut de recherches et d’études féministes (IREF), 2000, 119 p.
- Le Nom de la Mère. Mères, filles et écriture dans la fiction québécoise au féminin, Québec, Nota bene, 1999, 325 p.
- Féminisme et forme littéraire. Lectures au féminin de l'œuvre de Gabrielle Roy, sous la direction de Lori Saint-Martin, UQAM, Montréal, Cahiers de recherche de l'Institut de recherches et d'études féministes (IREF), 1998, 111 p.
- Contre-voix. Essais de critique au féminin, Québec, Nuit blanche, 1997, 291 p.
- L’Autre Lecture. La Critique au féminin et les Textes québécois, anthologie en 2 tomes préparée par Lori Saint-Martin, Montréal, XYZ, 1994, t. II, 194 p. ; L’Autre Lecture. La Critique au féminin et les Textes québécois, anthologie en 2 tomes préparée par Lori Saint-Martin, Montréal, XYZ, 1992, t. I, 215 p.
- Malaise et révolte des femmes dans la littérature québécoise depuis 1945, Québec, Université Laval, cahiers de recherche du GREMF, 1989, 355 p. [9]

## Littérature
- Mon père, la nuit : nouvelles,  L'Instant même, 1999, 2014
- Mathématiques intimes : microrécits, L'Instant même, 2014
- Les Portes closes[10],[11], Boréal, Montréal, 2013, 224 p.
- Pour qui je me prends, Boréal, 2020, 192 p.
- Un bien nécessaire, Boréal, 2022, 304 p.

## Traductions
En collaboration avec Paul Gagné, Lori Saint-Martin a traduit plus de quarante romans et essais. Ils ont obtenu le prix John-Glassco en 1993, le prix de la traduction de la QWF en 2004, 2006 et 2008 et le Prix littéraire du gouverneur général pour les prix de traduction de l'anglais vers le français en 2000 et 2007 et 2015.[réf. nécessaire]

## Prix et distinctions

### Prix du Gouverneur général: traduction de l'anglais vers le français
- 2000 - Lori Saint-Martin et Paul Gagné, Un parfum de cèdre[13] d'Ann-Marie MacDonald
- 2007 - Lori Saint-Martin et Paul Gagné, Dernières Notes[14] de Tamas Dobozy
- 2015 - Lori Saint-Martin et Paul Gagné, Solomon Gursky[15] de Mordecai Richler
- 2018 - Lori Saint-Martin et Paul Gagné, Le Monde selon Barney, traduction de l'ouvrage de Mordecai Richler, Barney's version.

### Société royale du Canada
- 2013 Élue membre de la Société royale du Canada[16].

### Prix Acfas
- 2013 - Prix Acfas André-Laurendeau[17].

### Autres prix
- 2003 : Prix Raymond-Klibansky (pour l'ouvrage La Voyageuse et la Prisonnière. Gabrielle Roy et la question des femmes).